# Тиберий Юлий Ферокс
Тиберий Юлий Ферокс (на латински: Tiberius Iulius Ferox) е сенатор на Римската империя през 1 век и 2 век.
През 99 г. той е суфектконсул с непознат колега. Участва в разследването на Марий Приск. След това до 103 г. e curator alvei на Тибър и през 111 г. легат на провинция (legatus adhuc). През 116/117 г. е проконсул на Азия. Има фамилна връзка с Плиний Млади.